# Vladimir Sokoli
Vladimir Sokoli (ur. 23 czerwca 1976) – albański lekkoatleta, który specjalizował się w rzucie oszczepem.
Reprezentant swojego kraju w pucharze Europy (także w pchnięciu kulą).
Rekord życiowy: 67,32 (13 maja 1999, Tirana) – rezultat ten jest aktualnym rekordem Albanii. Sokoli jest także rekordzistą swojego kraju w rzucie oszczepem w kategorii młodzieżowców (66,00).

## Osiągnięcia
| Rok  | Zawody                 | Miejsce  | Pozycja     | Wynik |
| ---- | ---------------------- | -------- | ----------- | ----- |
| 2006 | II liga pucharu Europy | Nowy Sad | 7. miejsce  | 57,50 |
| 2007 | II liga pucharu Europy | Zenica   | 12. miejsce | 50,17 |